# Tricholita erebus
Tricholita erebus är en fjärilsart som beskrevs av Smith 1911. Tricholita erebus ingår i släktet Tricholita och familjen nattflyn. Inga underarter finns listade i Catalogue of Life.